# My Last Duchess
Vous lisez un « bon article » labellisé en 2010.
Ma Dernière Duchesse
« Italy » redirige ici. Pour les autres significations, voir Italy (homonymie).
My Last Duchess (Ma Dernière Duchesse) est un poème de Robert Browning, publié pour la première fois le 26 novembre 1842 dans le recueil Dramatic Lyrics sous le titre Italy, et fréquemment cité comme exemple caractéristique du monologue dramatique. C'est l'un des plus connus de la littérature anglaise, figurant au premier rang des œuvres de Robert Browning, dont il est aussi  représentatif  par sa complexité ambiguë et le choix méticuleux des mots. Il est composé de pentamètres iambiques rimés par groupes de deux vers, les heroic couplets (« distiques héroïques »).

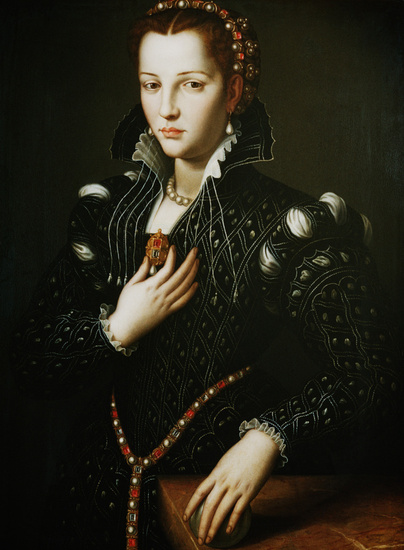
Portrait de Lucrèce de Médicis, par Bronzino : le modèle présumé de My Last Duchess.

L'action du poème se déroule dans la deuxième moitié du Cinquecento, à la fin de la Renaissance italienne. Browning y prend pour prétexte la mort, en 1561, de la toute jeune duchesse de Ferrare, Lucrèce de Médicis, dont on soupçonne alors le mari, Alphonse II d'Este, de l'avoir empoisonnée, trois ans à peine après leur mariage. Ce dernier s'adresse à Nikolaus Madruz, l'envoyé du comte de Tyrol, et son monologue fait peu à peu apparaître, derrière l'urbanité du personnage, un homme « froid et égoïste, vindicatif et possessif au dernier degré ». Le lecteur se voit ainsi dresser un portrait correspondant trait pour trait à la description faite du personnage historique d'Alphonse II par Madruz, le messager de Ferdinand de Tyrol.

## Cadre historique

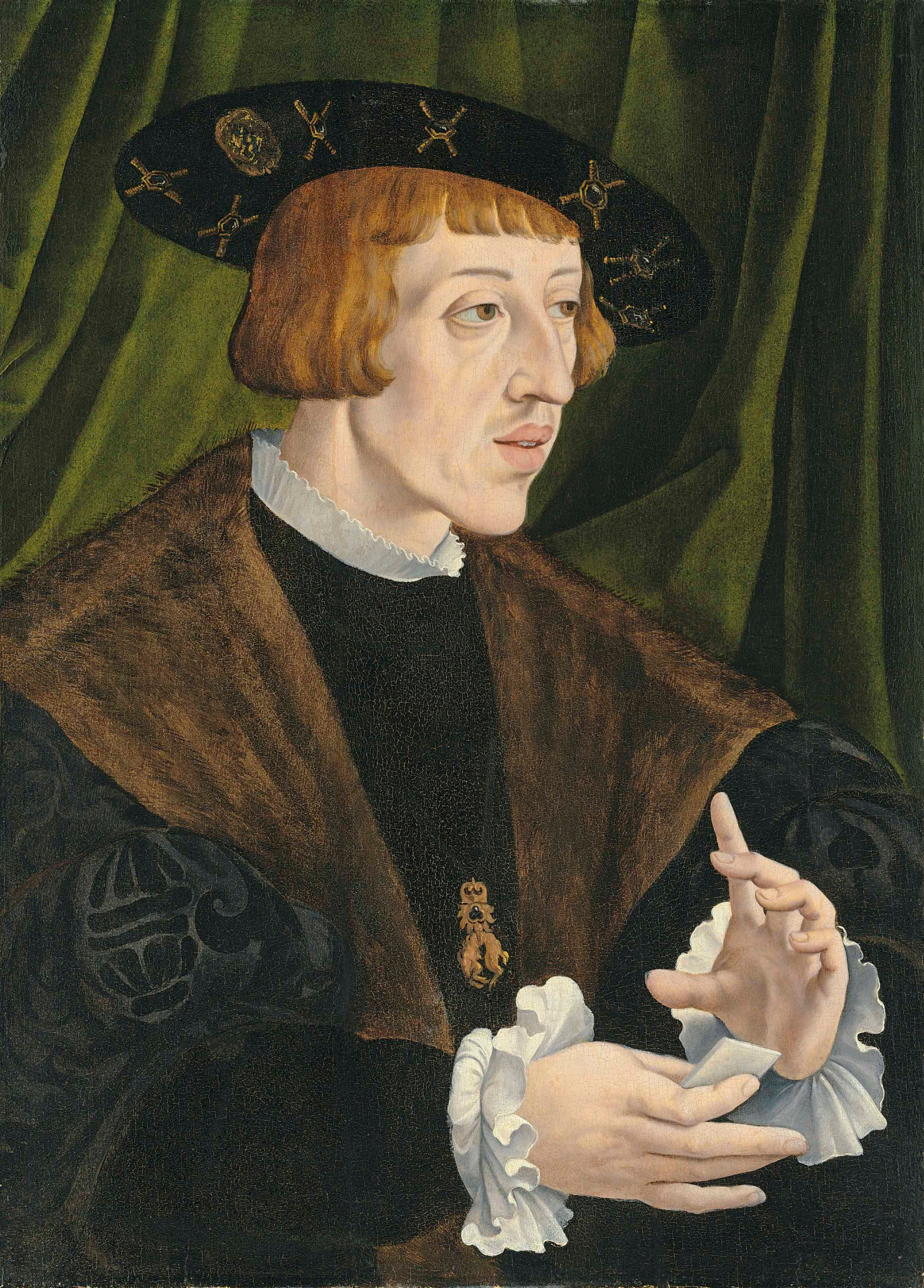
L'empereur Ferdinand Ier, beau-père du duc de Ferrare, après son mariage en secondes noces avec l'une de ses filles, Barbara.

C'est Louis Sigmund Friedland qui, dans son analyse de 1936, Ferrara and My Last Duchess, a montré que Robert Browning avait trouvé l'inspiration de son poème dans les négociations qui eurent lieu entre Alphonse II d'Este et Nikolaus Madruz, l'envoyé du comte de Tyrol, en vue du remariage du duc après le décès de sa première épouse, Lucrèce de Médicis.
Le poème est précédé du mot Ferrara, Ferrare, indiquant ainsi que celui qui parle est très probablement Alphonse II d'Este, cinquième duc de Ferrare (1533-1598) et dernier représentant de la lignée d'Este, qui, à l'âge de 25 ans, épouse Lucrèce de Médicis, elle-même âgée de seulement 13 ans, et fille de Côme Ier de Médicis, le futur grand-duc de Toscane et d'Éléonore de Tolède.
Lucrèce est issue d'un milieu dont le statut social, comparé à celui de l'ancienne et vénérable famille d'Este, s'apparente alors à celui de « nouveaux riches ». La remarque que Browning met dans la bouche du duc sur le don qu'il fait « d'une lignée de neuf siècles » (650 ans seulement dans la réalité historique de la famille d'Este) vise à montrer qu'il considère son épouse comme d'un rang inférieur au sien, bien qu'elle fût dotée de 200 000 scudi, représentant une fortune considérable. Le mariage a lieu le 3 juillet 1558, mais Alphonse délaisse aussitôt sa jeune épouse qui meurt trois ans plus tard, le 21 avril 1561, à l'âge de seize ans, probablement de la tuberculose. Ce décès d'une très jeune femme paraît à l'époque suspect et soulève l'hypothèse d'un empoisonnement.

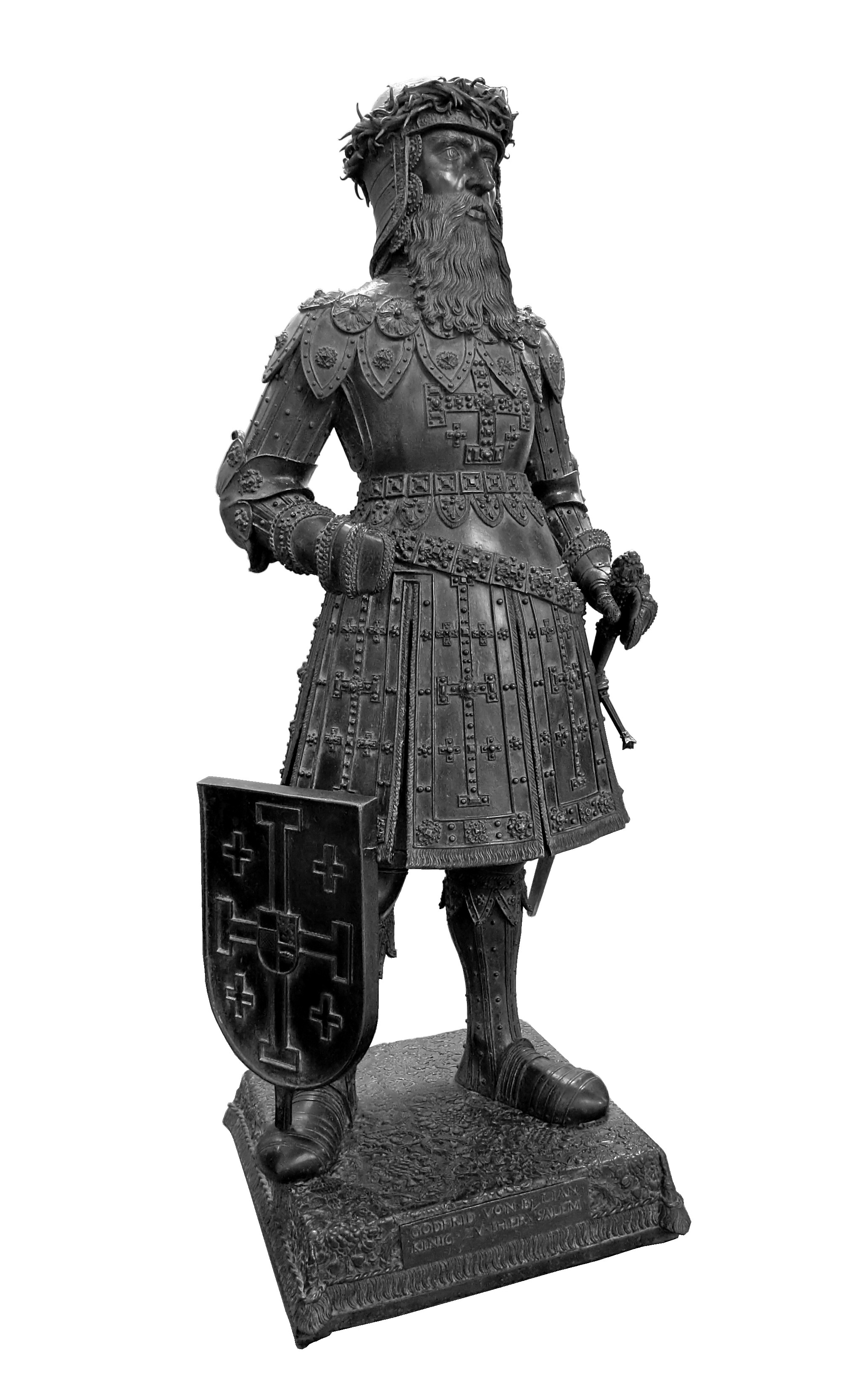
Bronze d'Innsbruck, représentant Godefroy de Bouillon.

Le duc cherche alors à se remarier avec Barbara, l'une des filles de l'empereur Ferdinand Ier et de Anne de Bohème et de Hongrie, et sœur du comte de Tyrol, Ferdinand II,. C'est le comte qui - après la mort de son père en juillet 1564 - est chargé des négociations précédant le mariage ; Nikolaus Madruz, natif d'Innsbruck, qui est à la tête des gens de sa suite, est son messager. Il est certainement l'auditeur silencieux qui apparaît dans le poème. 
Madruz a laissé un portrait succinct d'Alphonse II, tel qu'il l'a rencontré : 

« il était froid et égoïste, vindicatif et possessif au dernier degré ; au demeurant, protecteur des arts, de la peinture, de la musique et de la littérature. »

Le duc était en particulier le protecteur du Tasse, dont Robert Browning avait eu l'occasion d'étudier la vie en préparant son essai sur Chatterton.
En revanche, les autres personnages de My Last Duchess, le peintre Frà Pandolf et le sculpteur Claus d'Innsbruck, sont fictifs. Cependant, lorsque Robert Browning invente, il s'appuie sur des éléments qui contribuent à la vraisemblance de son invention : ainsi, il est possible que le personnage de Frà Pandolf ait été inspiré à Browning par Giovanni Antonio Pandolfi, un peintre employé par la famille d'Este pour réaliser en 1570 un portrait de Lucrezia, la sœur d'Alphonse II, à moins qu'il ne s'agisse plus probablement, comme l'a soutenu George Montero, d'Alessandro Pandolfo, qui eut une aventure sentimentale avec (E)leonora di Toledo de Medici, et qui fut tué par l'époux de celle-ci. De même, si Claus d'Innsbruck n'existe pas, en revanche la ville d'Innsbruck était connue au XVIe siècle pour ses bronzes sculptés.

## L'histoire racontée par Robert Browning

### Résumé

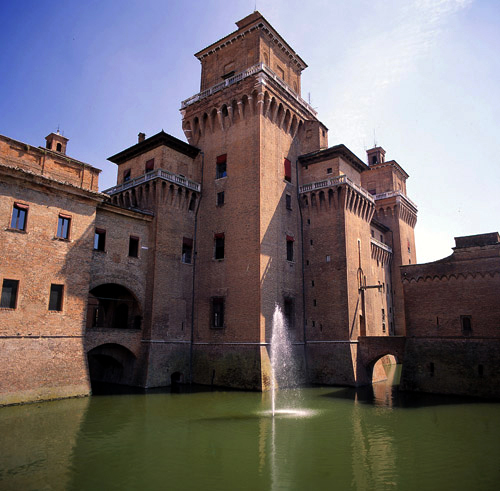
Le château d'Este, demeure des ducs de Ferrare.

Le poème met en scène, sous forme d'un monologue, une rencontre ayant eu lieu à la fin de la Renaissance italienne. Le narrateur (dont on pense aujourd'hui qu'il n'est autre que le duc de Ferrare) fait à l'envoyé de celle qu'il se propose d'épouser en secondes noces l'honneur des œuvres d'art ornant sa demeure. Il tire un rideau pour dévoiler un tableau représentant une femme, et explique qu'il s'agit du portrait de sa défunte épouse, sans la nommer ; il invite alors son hôte à s'asseoir pour contempler le tableau.
Pendant qu'ils examinent ainsi le portrait de la duchesse défunte, le duc décrit sa nature joyeuse et chaleureuse, ses remerciements et son sourire si facilement accordés tout en laissant entendre que les grâces de sa jeune épouse ont provoqué sa colère. Il dit ainsi « Son cœur, 
comment dirai-je ? se réjouissait bien vite, était trop aisément touché », et poursuit en précisant qu'il lui reprochait de ne pas tirer son unique bonheur de la présence de son seul mari, mettant « mon don d'une lignée de neuf siècles [...] au même rang que celui de tout un chacun ». Et il complète enfin son grief en déclarant : « Oh, Monsieur, bien sûr, elle souriait à mon passage, mais qui donc passait sans que naquît ce même sourire ? ». Mais, ajoute-t-il, « j'ai donné mes ordres. Tous les sourires s'arrêtèrent, à jamais ». Désormais le portrait de sa femme, que l'on présume avoir été assassinée par lui, reste caché derrière un rideau que lui seul peut tirer, assuré qu'il est maintenant de garder sans partage le sourire de la duchesse.
Le duc reprend alors le fil d'une précédente conversation, portant sur les dispositions relatives au mariage envisagé, attirant au passage l'attention sur une autre œuvre d'art, une statue de bronze de Neptune domptant un cheval marin.

### Commentaires de Robert Browning
Sur l'assassinat de la duchesse

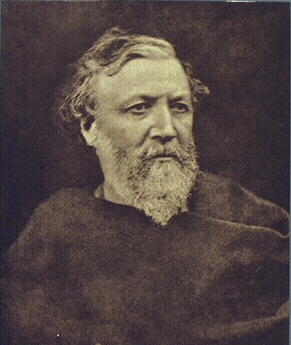
Robert Browning, en 1865.

Lors d'un entretien, Robert Browning, usant d'épiphrases, commente le sort de la duchesse, déclarant « J'ai voulu exprimer que les ordres étaient qu'on la mette à mort... », avant d'ajouter, comme si l'idée venait de lui traverser l'esprit « Ou il aurait pu la faire enfermer dans un couvent »,.
Sur le comportement, irréprochable ou non, de la duchesse

Une autre précision essentielle apporté par Robert Browning concerne le caractère de la duchesse elle-même  : au cours d'un entretien de février 1889, on demande à Browning « si la duchesse était superficielle [...], aisément contentée par n'importe quelle faveur, ou si ce n'était que la façon sourcilleuse du duc de masquer une jalousie réelle et amplement justifiée (« [...] or did the Duke so describe her as a supercilious cover to real and well justified jealousy ») ». La réponse de Robert Browning ne laisse guère de doute sur la personnalité tant de la duchesse que du duc  : 

« C'est un prétexte - essentiellement à ses propres yeux - pour exercer sa vengeance sur celle qui, sans le vouloir, a blessé son absurde vanité prétentieuse, en manquant à reconnaître sa supériorité, même pour les sujets les plus insignifiants,,. »

Les interprétations selon lesquelles le comportement léger de la duchesse envers les hommes aurait pu justifier la jalousie du duc ne sont donc pas fondées.
Sur la raison d'être du tableau
« J'ai dit « Frère Pandolf » à dessein » (« I said 'Fra Pandolf' by design »), dit le duc à l'envoyé du comte. Lorsqu'on lui demande « Dans quel dessein ? » (« By what design? »), Browning répond « Pour fournir l'occasion de raconter l'histoire, et d'en illustrer une partie, »

## Présentation du poème

### Genèse

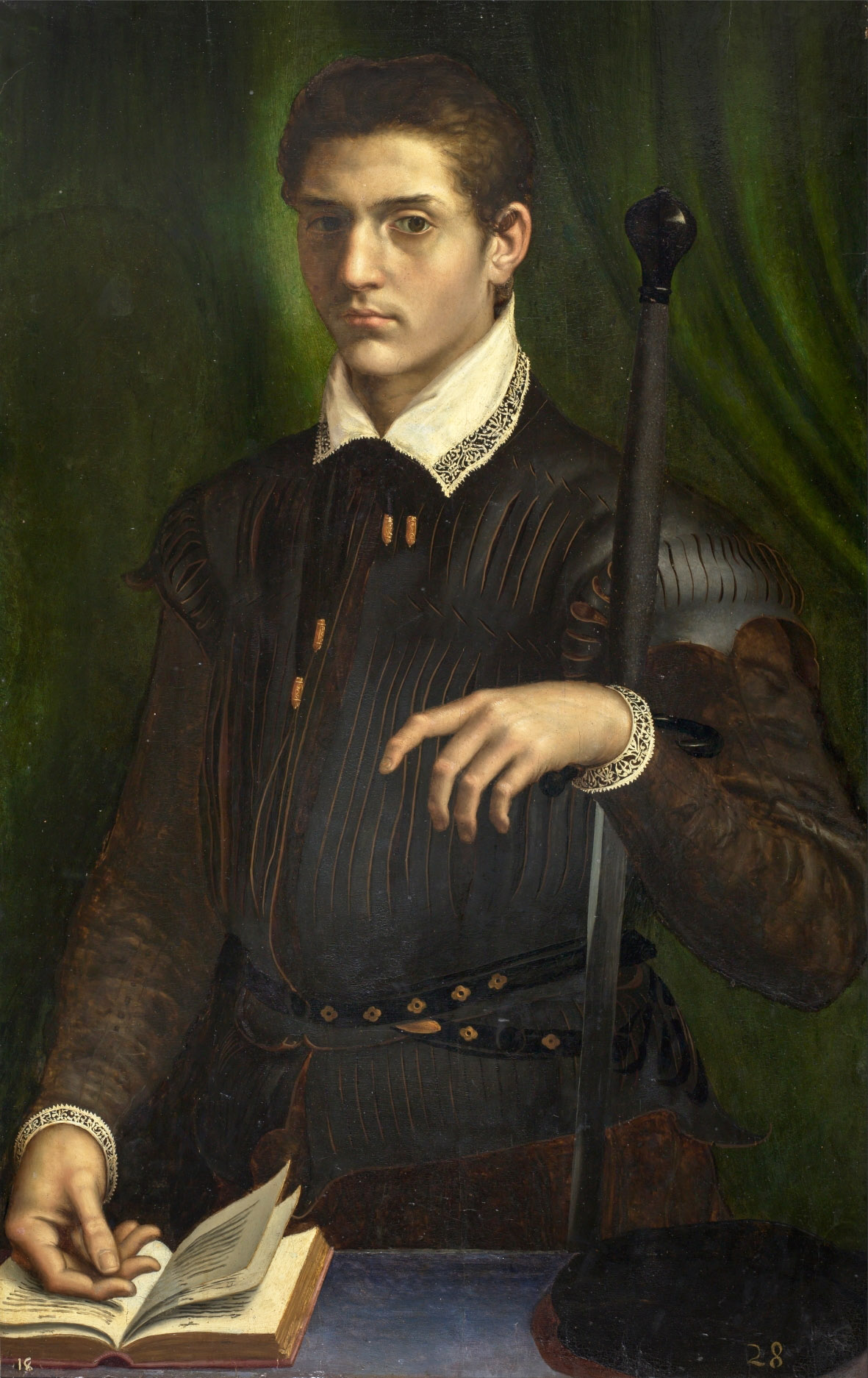
Alphonse II d'Este, par Girolamo da Carpi. Musée du Prado, Madrid.

Le poème, l'un des plus connus de la littérature anglaise, est le seul de Robert Browning que tout anglophone cultivé connaît relativement bien. Il est apparu initialement sous le nom de Italy (« Italie »), couplé avec un autre poème Count Gismond (Le Comte Gismond), alors nommé France, et aujourd'hui beaucoup moins célèbre. Tous deux font partie du recueil de monologues dramatiques publié par Robert Browning en 1842, et intitulé Dramatic Lyrics (terme qui était alors équivalent à celui de « monologue dramatique »). C'est dans l'édition de 1849, avec sa publication dans Dramatic Lyrics and Romances, que Italy prend son titre actuel, My Last Duchess ; la version de 1842 connaît aussi quelques très légères modifications (ainsi, the forward speech de la duchesse devient the approving speech).
Publié pour la première fois le 26 novembre 1842, le poème a peut-être été composé à la fin de l'été 1842. Il illustre de façon caractéristique l'art de Robert Browning, par le genre du monologue dramatique tout d'abord, par les allusions que glisse le poète et qui obligent à plusieurs relecture avant d'en comprendre pleinement le sens et la portée ensuite, par sa puissance expressive aussi ; enfin, la façon dont les mots mis dans la bouche du narrateur lui font peu à peu dévoiler involontairement sa personnalité est également typique de Robert Browning.
Il est possible que ce soit lors de ses recherches pour Sordello - qui l'avait amené à se plonger dans l'histoire de Ferrare et de la maison d'Este - que Robert Browning ait découvert le personnage d'Alphonse II d'Este, cinquième duc de Ferrare et dernier de la longue lignée des Este.
Le sentiment personnel de Robert Browning sur le thème du poème a été exposé dans une lettre à sa femme, Elizabeth Barrett Browning, datée du 18 janvier 1846, où il évoque ses cauchemars (nightmare dreams) sur « la tyrannie imposée à ceux qui ne peuvent se défendre » (the infliction of tyranny on the unresisting), et où il continue en parlant des mauvais traitements infligés à sa femme par un ancien ami. Les personnages créés par Browning pour My Last Duchess en évoquent d'ailleurs d'autres, comme le duc et la duchesse de Flight of the Duchess (1845), ou encore Guido et Pompilia dans L'Anneau et le Livre (1868-1869).

### Le «monologue dramatique»

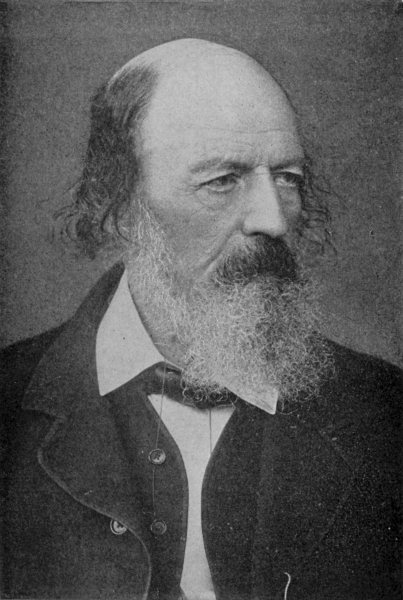
Portrait d'Alfred, Lord Tennyson, l'autre grand nom du monologue dramatique.

Le terme de « monologue dramatique », dont My Last Duchess est un exemple majeur, n'a que peu été en usage avant le XIXe siècle, et on parlait plutôt auparavant de Dramatic Lyrics (« poème lyrique dramatique »), voire de Dramatic Studies (« études dramatiques »).
Les critiques littéraires eux-mêmes s'efforçaient de cerner ce genre en gestation en le définissant par exemple sous le nom de « monologue psychologique » (Psychological monologue). 
Sans qu'il s'agisse maintenant d'un genre littéraire uniforme et parfaitement définissable le monologue dramatique, tel qu'il est aujourd'hui connu, a été illustré pendant l'ère victorienne par ses deux plus grands représentants, Robert Browning et Alfred Tennyson.
C'est Ina Beth Sessions qui, dans un essai de 1947 où elle distingue quatre types de monologues dramatiques, est considérée comme ayant ouvert la voie à une analyse satisfaisante. Selon M. H. Abrams dans son A Glossary of Literary Terms (Glossaire des termes littéraires), publié pour la première fois en 1957, le monologue dramatique se définit premièrement par un narrateur, qui n'est pas le poète, deuxièmement par un auditeur silencieux implicite et troisièmement par la révélation involontaire par celui qui parle de sa personnalité et de son caractère.
Car, à la différence du soliloque dans lequel le personnage, déjà connu, est censé marquer un temps d'arrêt avant une décision qui fera progresser l'action, le monologue plonge ex abrupto le lecteur dans une crise dont il ne sait rien et dont il apprendra tout. Le monologue dramatique est en effet un artifice puisqu'il s'adresse en réalité au public et le tient informé des suites de l'action. De plus, le protagoniste, soudain disert, laisse échapper, par inadvertance ou sciemment, des informations capitales le concernant, si bien que se dessinent peu à peu les contours d'une situation insolite, la plupart du temps conflictuelle. C'est à un plaidoyer qu'est convié le lecteur, mais au second degré. En effet, le locuteur n'est pas seul puisqu'il s'adresse à un auditeur dont on ne voit ni n'entend rien, et qui, tout au moins dans les monologues dramatiques de Robert Browning, laisse le personnage principal dérouler ses idées et toute la force de son expression avec une extraordinaire liberté,.

### Métrique et rimes
My Last Duchess est formé de pentamètres iambiques, c'est-à-dire dix syllabes par vers, constituant cinq paires de syllabes (cinq « pieds ») accentuées et non accentuées, comme le montrent les deux premiers vers du poème :
That's my..|..last Duch..|..ess paint..|..ed on..|..the wall,
 
Look ing..|..as if..|..she were..|..a live...|..I call
Le poème adopte d'autre part la forme du « distique héroïque » (heroic couplet). Cela signifie que les vers riment deux par deux, le premier vers avec le second, le troisième avec le quatrième, et ainsi de suite, chaque groupe de deux vers formant un « distique » (couplet).
Lorsque ces vers sont des pentamètres iambiques, comme ici, chaque groupe de deux vers est alors appelé un « distique héroïque ».
La façon dont Robert Browning utilise ici ces distiques héroïques appelle plusieurs remarques. Ainsi, les phrases du duc « enjambent » fréquemment les vers, produisant une impression de naturel qui masque la versification savante, et permet au duc d'affirmer (avec une certaine ironie de la part de Browning) qu'il n'a aucune habileté à faire de beaux discours (Even had you skill In speech—(which I have not)—). Des césures fréquentes, indiquées par des tirets, marquent le « combat intérieur » du duc, soit qu'il réfléchisse à ce qu'il va dire, soit qu'il cherche à dissimuler certaines choses.

## Texte du poème
Le texte intégral de My Last Duchess est libre de droits d'auteur et est consultable, par exemple, sur Wikisource, de même que la traduction française figurant ici en regard du texte original.
Une traduction française d'Émile Daurand-Forgues, parue en 1847, dans la Revue des deux Mondes doit ici être signalée. Elle est incluse dans un article intitulé : Poètes et romanciers modernes de la Grande-Bretagne : Robert Browning. Le texte complet de cet article est également disponible sur Wikisource.
| My Last Duchess (texte révisé) That's my last Duchess painted on the wall, Looking as if she were alive. I call That piece a wonder, now; Frà Pandolf's hands Worked busily a day, and there she stands. Will't please you sit and look at her? I said 'Fra Pandolf' by design, for never read Strangers like you that pictured countenance, The depth and passion of its earnest glance, But to myself they turned (since none puts by The curtain I have drawn for you, but I) And seemed as they would ask me, if they durst, How such a glance came there; so, not the first Are you to turn and ask thus. Sir, 'twas not Her Husband's presence only, called that spot Of joy into the Duchess' cheek; perhaps Fra Pandolf chanced to say "Her mantle laps Over my lady's wrist too much", or "Paint Must never hope to reproduce the faint Half-flush that dies along her throat"; such stuff Was courtesy, she thought, and cause enough For calling up that spot of joy. She had A heart—how shall I say?—too soon made glad, Too easily impressed; she liked whate'er She looked on, and her looks went everywhere. Sir, 'twas all one! My favour at her breast, The dropping of the daylight in the West, The bough of cherries some officious fool Broke in the orchard for her, the white mule She rode with round the terrace—all and each Would draw from her alike the approving speech, Or blush, at least. She thanked men,—! Good! but thanked Somehow—I know not how—as if she ranked My gift of a nine-hundred-years-old name With anybody's gift. Who'd stood to blame This sort of trifling? Even had you skill In speech—(which I have not)—to make your will Quite clear to such an one, and say, "Just this Or that in you disgusts me; here you miss, Or there exceed the mark"—and if she let Herself be lessoned on, nor plainly set Her wits to yours, forsooth, and made excuse,— E'en then would be some stooping; and I chose Never to stoop. Oh sir, she smiled, no doubt, Whene'er I passed her; but who passed without Much the same smile? This grew, I gave commands; Then all smiles stopped together. There she stands As if alive. Will't please you rise? We'll meet The company below, then, I repeat, The Count your master's known munificence Is ample warrant that no just pretence Of mine for dowry will be disallowed; Though his fair daughter's self, as I avowed At starting, is my object. Nay, we'll go Together down, sir. Notice Neptune, though, Taming a sea-horse, thought a rarity, Which Claus of Innsbruck cast in bronze for me! | Ma dernière Duchesse Là, peinte au mur, c'est ma dernière Duchesse, Ne la croirait-on pas vivante ? Cette œuvre est une merveille, savez-vous ? Les mains de Frère Pandolf se sont affairées une journée entière, et la voici, en pied. Vous plairait-il de vous asseoir et de la contempler ? J'ai dit « Frère Pandolf » à dessein, car, voyez-vous, aucun étranger n'a jamais lu ce visage ici peint comme vous le faites, la profondeur, la passion, la détermination de son regard, sans se tourner vers moi (car personne d'autre ne tire le rideau, comme je viens de le faire pour vous) et avoir envie, l'eussent-ils osé, de demander comment semblable regard là était venu ; vous n'êtes donc pas le premier à poser la question. Monsieur, ce n'était pas la seule présence de son mari qui jetait cet éclat de joie sur la joue de la Duchesse. Peut-être Frère Pandolf avait-il eu l'occasion de dire : « Le manteau de Madame couvre trop son poignet » ou « Le peintre ne peut espérer reproduire ce léger rosissement qui se meurt au bas de sa gorge ». Pure courtoisie, pensait-elle, assez pour susciter cet éclat de joie. Son cœur, comment dirai-je ? se réjouissait bien vite, était trop aisément touché ; tout ce qu'elle regardait, elle l'appréciait et ses yeux partout vagabondaient. Monsieur, c'était tout un ! Ma faveur à son sein, le couchant du soleil à l'ouest, le rameau de cerisier qu'un sot empressé lui avait coupé dans le verger, la mule blanche qu'elle chevauchait autour de la terrasse, tout cela, chacune de ces petites choses appelait sur ses lèvres la même approbation, ou, du moins, la rougeur de sa joue. Elle remerciait les hommes, fort bien ! Mais ses mercis, je ne sais trop, c'était comme si mon don d'une lignée de neuf siècles, elle le mettait au même rang que celui de tout un chacun. Qui se serait dressé pour blâmer semblable broutille ? Eussiez-vous eu la facilité d'expression (dont je suis bien incapable) pour lui signifier votre volonté et dire : « Voyez-vous, ceci, ou cela en vous me dégoûte ; ici vous dépassez les bornes, et là vous ne les respectez pas – et si elle se fût laissé sermonner et n'eût fait assaut d'esprit avec vous et, parbleu ! eût su faire ses excuses – c'eût été en quelque sorte s'abaisser ; et j'ai comme principe de ne jamais m'abaisser. Oh, Monsieur, bien sûr, elle souriait à mon passage, mais qui donc passait sans que naquît ce même sourire ? Cela empira ; je donnai mes ordres. Tous les sourires s'arrêtèrent, à jamais. Et la voici, comme vivante. Vous plairait-il de vous lever ? Allons à la rencontre de mes hôtes en bas. Je répète donc que les largesses bien connues de votre maître le Comte sont garantie suffisante que mes prétentions concernant la dot ne seront pas repoussées, bien que la personne de sa gente fille soit, comme je l'ai stipulé dès le départ, mon seul objet. Non, non, descendons ensemble, Monsieur. Voyez ce Neptune, cependant, domptant un cheval marin. Pièce d'exception, pense-t-on, que Claus d'Innsbruck a coulée dans le bronze pour moi ! |

## Analyse
Certains passages du poème appellent des analyses ou explications complémentaires :

### «Ma dernière duchesse»
Le titre lui-même frappe immédiatement. Tout d'abord, il n'a pas la forme impersonnelle souvent rencontrée dans les titres des monologues dramatiques de Robert Browning, comme L'Écuyer Roland à la Tour noire s'en est venu. Une forme similaire aurait plutôt conduit, comme l'a dit Anne Ferry, à un titre tel que Le Duc de Ferrare présente le portrait de sa dernière duchesse. Le titre initial, Italy dans l'édition de 1842, possédait cependant bien ce caractère impersonnel.
Mais surtout, les mots utilisés choquent : Last (« dernière ») utilisé à la place du mot attendu, Late (« défunte »), n'évoque pas le deuil, mais l'appartenance à une série, dont l'épouse du duc n'est que le dernier élément en date. Enfin, l'utilisation du possessif, My Last Duchess, Ma dernière duchesse, et non La défunte duchesse, marque le début d'une longue suite de termes qui expriment l'égocentrisme et la possession : « Ma faveur », « [...] mon don », puis « [...] mon objet », avec son double sens révélateur d'objet amoureux et de possession. Et enfin, « [...] pour moi », for me, les deux mots qui concluent le poème.

### «Là, peinte au mur, c'est ma dernière Duchesse»

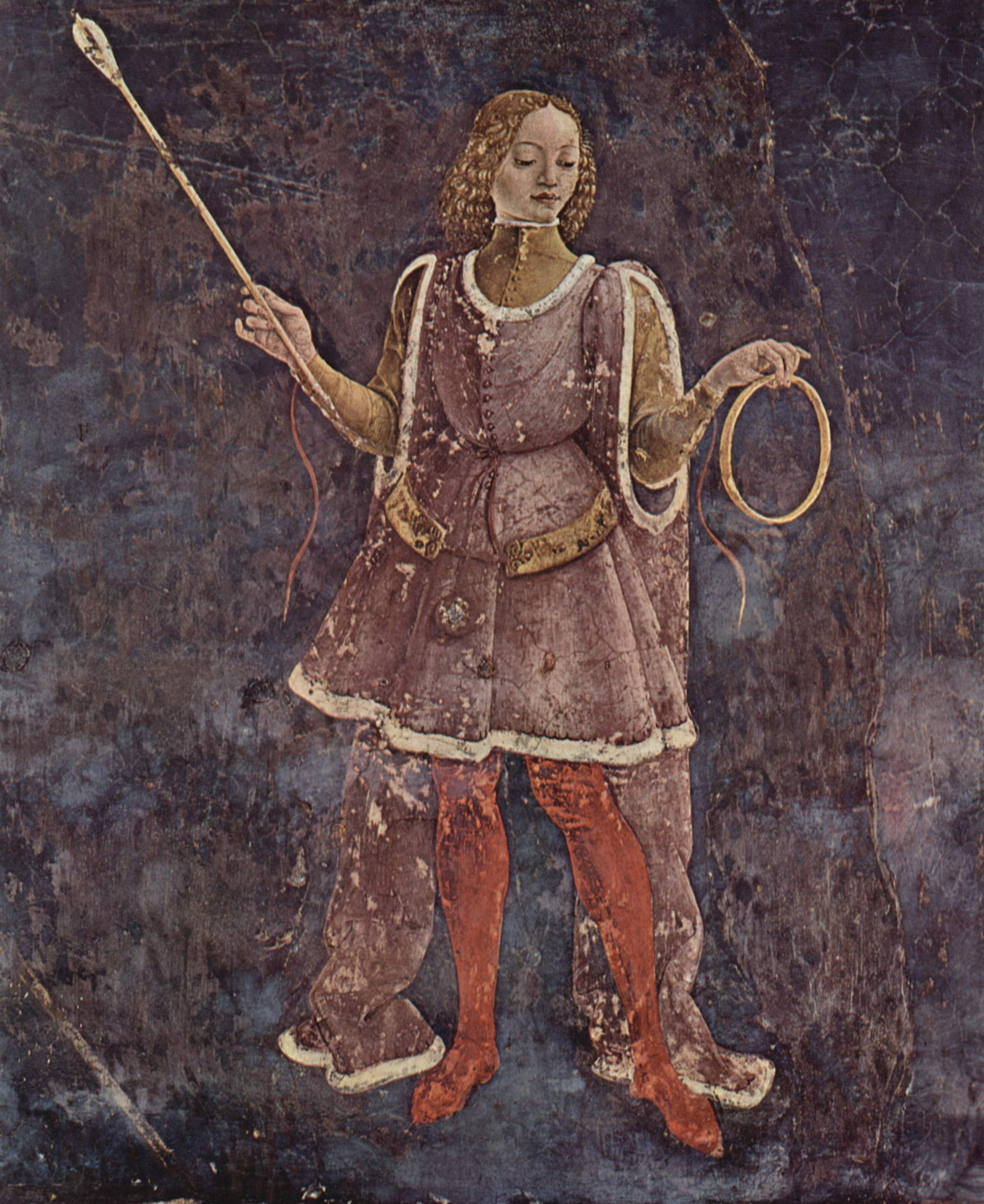
Détail d'une fresque de Francesco del Cossa, au Palazzo Schifanoia de Ferrare.

Cette première phrase définit à elle seule l'attitude du duc face à son épouse : il assimile sa femme à la peinture sur le mur, et va plus loin dans sa réduction de celle-ci à un simple objet, en parlant de « ma dernière duchesse », comme d'une précédente acquisition que l'on s'apprête à remplacer. L'ambiguïté n'est pas levée, mais au contraire renforcée par la phrase suivante (« Cette œuvre est une merveille, savez-vous ? Les mains de Frère Pandolf se sont affairées une journée entière, et la voici, debout »), où le duc passe de l'objet (neutre en anglais) à la femme (« she stands », « elle est debout »).
Dans un autre domaine, la phrase « Les mains de Frère Pandolf se sont affairées une journée entière » a été interprétée (notamment par B. N. Pipes, Jr.) comme impliquant que le portrait était une fresque au mur, car, selon ces commentateurs, seule cette technique picturale permettrait d'aboutir à un portrait achevé en un délai aussi bref. Cette déduction est réfutée toutefois par L. M. Miller. On sait pourtant qu'Alphonse II a fait exécuter plusieurs fresques, dont certaines représentent des jeunes femmes en pied, au cours de l'année 1559, soit à un moment correspondant approximativement à l'arrivée de sa jeune épouse Lucrèce à Ferrare.

### «La profondeur, la passion [...] de son regard»
Le duc détaille ici ce qu'il ne peut supporter dans la contenance de son épouse : c'est que tous ceux qui sont amenés à contempler le portrait ne peuvent s'empêcher d'avoir envie de poser une question, « s'ils l'osaient » : n'est-ce pas la vue d'un amant qui seule peut provoquer chez la duchesse un tel regard ? 
Le bien-fondé de cette question est, semble-t-il, confirmé par l'évocation par le duc de « ce léger rosissement qui se meurt au bas de sa gorge », ou encore de « cet éclat
de joie sur la joue de la duchesse ». Le mot anglais, spot (tache), suggère d'ailleurs que cette rougeur, presque sexuelle, qui macule le visage et la gorge de sa femme, est perçue par le duc comme une tache, un affront à son honneur,.
Il reste que Robert Browning a indiqué sans ambiguïté que c'était « l'absurde vanité » du duc, et non une supposée infidélité de la duchesse, qui était à l'origine du meurtre de la jeune femme.

### «Mon don d'une lignée de neuf siècles...»
« C'était comme si mon don d'une lignée de neuf siècles, elle le mettait au même rang que celui de tout un chacun. »

Les armoiries de la noble maison d'Este, à l'époque d'Alphonse II.

Le duc résume ici les griefs qui le poussent à faire assassiner la duchesse : son sourire, qu'elle dispense à tous, et la gratitude qu'elle témoigne à chacun sont perçus comme autant de signes qui réduisent à néant ce qui fait son orgueil - et sa supériorité sur son épouse - sa lignée vieille de 900 ans. Comme l'a précisé Robert Browning, la duchesse manque de l'habileté qui la pousserait à flatter son époux, et ne se rend pas compte de l'outrage qu'il en ressent.

### «Je donnai mes ordres. Tous les sourires s'arrêtèrent, à jamais.»
« Je donnai mes ordres. Tous les sourires s'arrêtèrent, à jamais. Et la voici, comme vivante »
Ne pouvant plus supporter le sourire dont la duchesse gratifie toute personne et toute chose, il donne alors l'ordre de la tuer (comme Robert Browning l'a bien confirmé). Et pourtant, la voici, comme si rien ne s'était passé, comme si elle était toujours en vie : de nouveau, le duc associe le portrait de la duchesse à la créature vivante qu'elle a été. Mais il peut maintenant contrôler la situation, satisfait de penser qu'il est enfin parvenu à se rendre maître de ce sourire.

### «La personne de sa gente fille [est] mon seul objet»

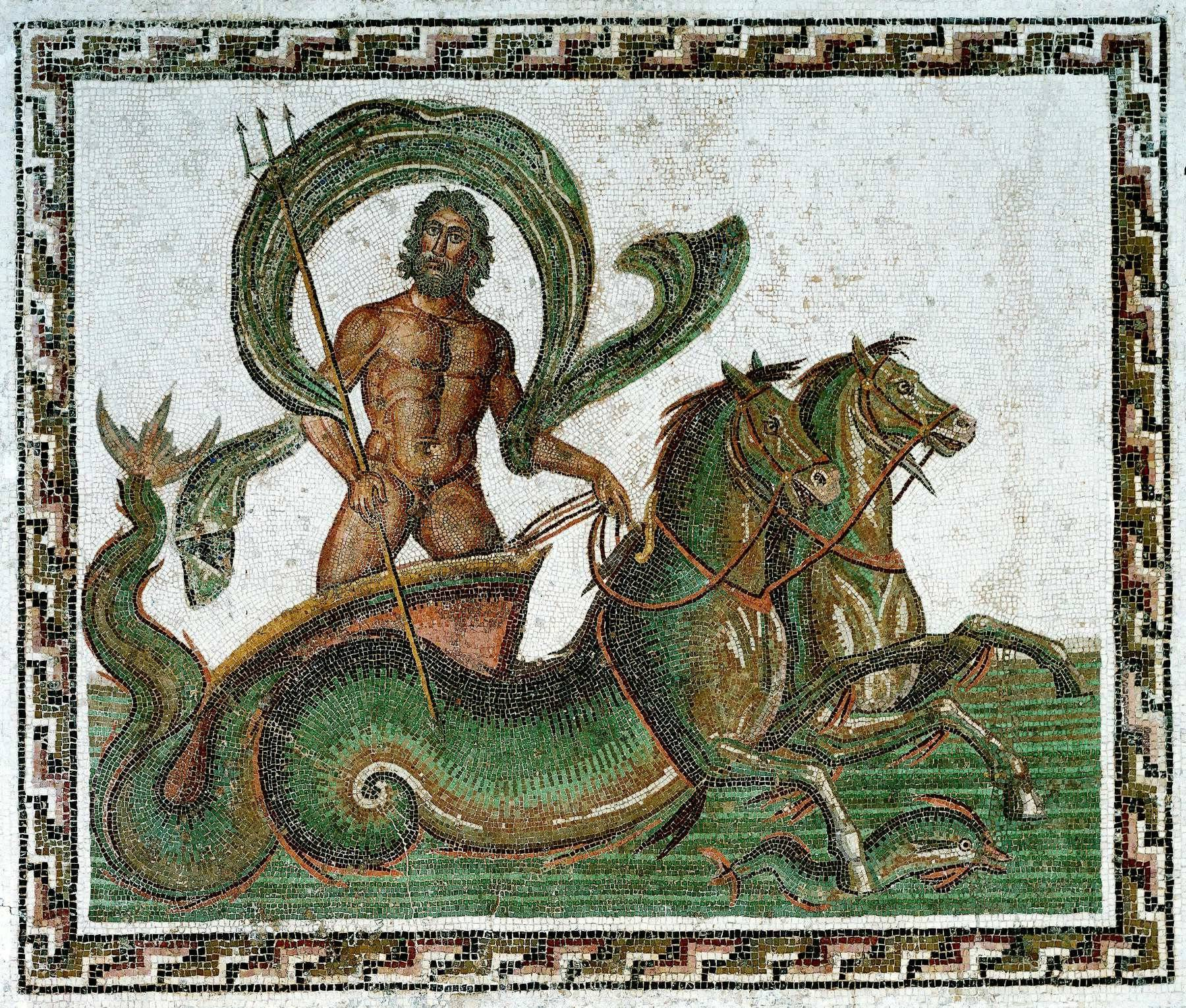
Neptune maîtrisant ses chevaux marins.

Ici, le duc réduit par avance la jeune fille dont il recherche la main, « la prochaine duchesse », à un autre « objet ». 
La phrase finale du duc de Ferrare, « Voyez ce Neptune, cependant, domptant un cheval marin. Pièce d'exception, pense-t-on, que Claus d'Innsbruck a coulé dans le bronze pour moi », prend alors tout son sens : n'est-ce pas une représentation métaphorique du duc que ce Neptune, fait sur sa commande, domptant ses chevaux marins comme lui-même dompte ses duchesses ?

## Un poème aux multiples lectures
L'une des complexités du poème - une de ses richesses - provient de la multiplicité des associations possibles à l'intérieur et à l'extérieur du poème. On peut dire ici, comme Julia Wedgwood l'a dit de The Ring and the Book, qu'on finit par ne pouvoir le regarder sans une sorte de strabisme (without a sort of a squint), tant l'esprit est sollicité par les lectures diverses qu'offre le poème. Ce « clignotement des yeux » est lié à la capacité de Robert Browning de multiplier dans son poème associations, échos et significations cachées, qui sont un constant défi pour l'esprit du lecteur. My Last Duchess se révèle en fait un véritable trompe-l'œil littéraire.

### Le poème et l'Histoire, la peinture et la femme
Il est aujourd'hui difficile de s'intéresser au poème de Browning sans que l'esprit oscille et hésite entre d'une part le monologue dramatique lui-même et les personnages qu'il met en scène, d'autre part les événements et les personnages réels qu'il semble évoquer. 
My Last Duchess apparaît alors comme l'« image » (εἴδωλον, eidôlon) des événements historiques, tout comme le portrait de la duchesse par Frà Pandolf est lui-même l'image de la femme qu'elle fut.
Par une curieuse coïncidence, la nouvelle d'Edgar Poe, The Oval Portrait (Le Portrait ovale) publiée en cette même année 1842, raconte l'histoire d'un autre portrait, d'une ressemblance telle qu'il en parait vivant (absolute life-likeness), dont on apprend qu'il s'agit du portrait de la femme du peintre. Mais il apparaît ensuite que celui-ci n'a pu mettre une telle vie dans son œuvre qu'au prix de celle de son épouse.

### Un poème en boucle
« Voyez là sur le mur, c'est ma dernière Duchesse. Ne la croirait-on pas vivante ? », ainsi commence le monologue, avant d'entrer dans un long crescendo de violence difficilement maîtrisée, qui dévoile peu à peu la noirceur et l'égoïsme forcenés du duc. Puis il reprend le contrôle de lui-même, pour conclure après avoir évoqué le meurtre de la duchesse, en reprenant « Et la voici, comme vivante »...
Cette conclusion, en forme de recommencement, trouve aussitôt son écho : il cesse d'évoquer « sa dernière duchesse », pour en revenir à « sa prochaine duchesse », « objet » de ses discussions avec l'envoyé du comte de Tyrol. Et, de même qu'il avait évoqué sa défunte épouse en montrant un objet d'art, il conclut la discussion sur sa future épouse en présentant un autre objet d'art, le Neptune domptant un cheval marin.

### Métaphores
Le poème abonde en métaphores : outre les exemples déjà cités du Neptune domptant son cheval marin (derrière lequel pointe le duc venant à bout de l'esprit libre de la duchesse), ou de la façon dont il lui fait reproche de that spot of joy, « cette tache de joie » qui souille son visage, le portrait au mur est lui-même une représentation métaphorique de la duchesse, toujours vivante aux yeux du duc. Le tableau cache d'ailleurs une nouvelle métaphore, au travers du rideau que le duc peut tirer sur lui, comme il l'a tiré sur la vie de sa duchesse.

### Décalage entre l'Histoire et le poème
Si le duc, la duchesse, l'envoyé du comte, la nouvelle duchesse dont le duc convoite la main, sont tous l'écho poétique d'une réalité, Fra Pandolf et Claus d'Innsbruck, eux, n'ont pas de substance historique. Mais l'importance que le duc leur accorde en les mettant en avant comme des maîtres, auteurs de chefs-d'œuvre, lui qui est un protecteur des arts avisé, dans le poème comme dans la réalité, leur confère une existence propre. Elle nous conduit simplement à nous étonner de ne pas les connaître.

### L'intention du duc

Ferdinand de Tyrol, le comte dont l'envoyé est l'auditeur muet du poème de Browning.

Mais quel est réellement le but que poursuit le duc en montrant le portrait à l'envoyé du comte ? Veut-il faire honneur à son hôte, en lui présentant un objet d'art digne de son attention, comme on peut le penser au début du poème ? Cherche-t-il à exorciser le souvenir de la duchesse morte ? Ou, en homme froid, sensible à ses seuls intérêts, n'est-il pas en train de transmettre un message à l'intention de sa future épouse sur le comportement qu'il attend de la duchesse de Ferrare ?
Car le duc - qui considère qu'adresser des reproches à son épouse aurait été « s'abaisser », et qui a préféré la faire assassiner plutôt que de la sermonner - utilise l'envoyé du comte pour transmettre ses attentes et obtenir ainsi que sa future duchesse se coule dans le « moule » qu'il a prévu pour elle, et connaisse la sanction qu'il lui réserve au cas où elle n'y parviendrait pas.

### Autres aspects
La victoire du duc sur son épouse peut d'autre part apparaître comme une victoire à la Pyrrhus, dans la mesure où, s'il a réduit sa femme à une image, il en est lui-même devenu l'admirateur obsédé, au point qu'il doive dissimuler son image derrière un rideau.
Dans sa communication « Ut pictura poesis ? Anamorphose de la mémoire dans My Last Duchess de Robert Browning », Yann Tholoniat souligne le fait que la mémoire de la duchesse est incarnée par ce tableau dont le duc veut être le seul à détenir l'interprétation  : « Aucun étranger n'a jamais lu ce visage [...] sans se tourner vers moi (car personne d'autre ne tire le rideau, comme je viens de le faire pour vous) ». 
Or un décalage apparaît entre le tableau et l'interprétation qu'en donne le duc, révélant sa la volonté de manipuler la mémoire pour en tirer avantage.

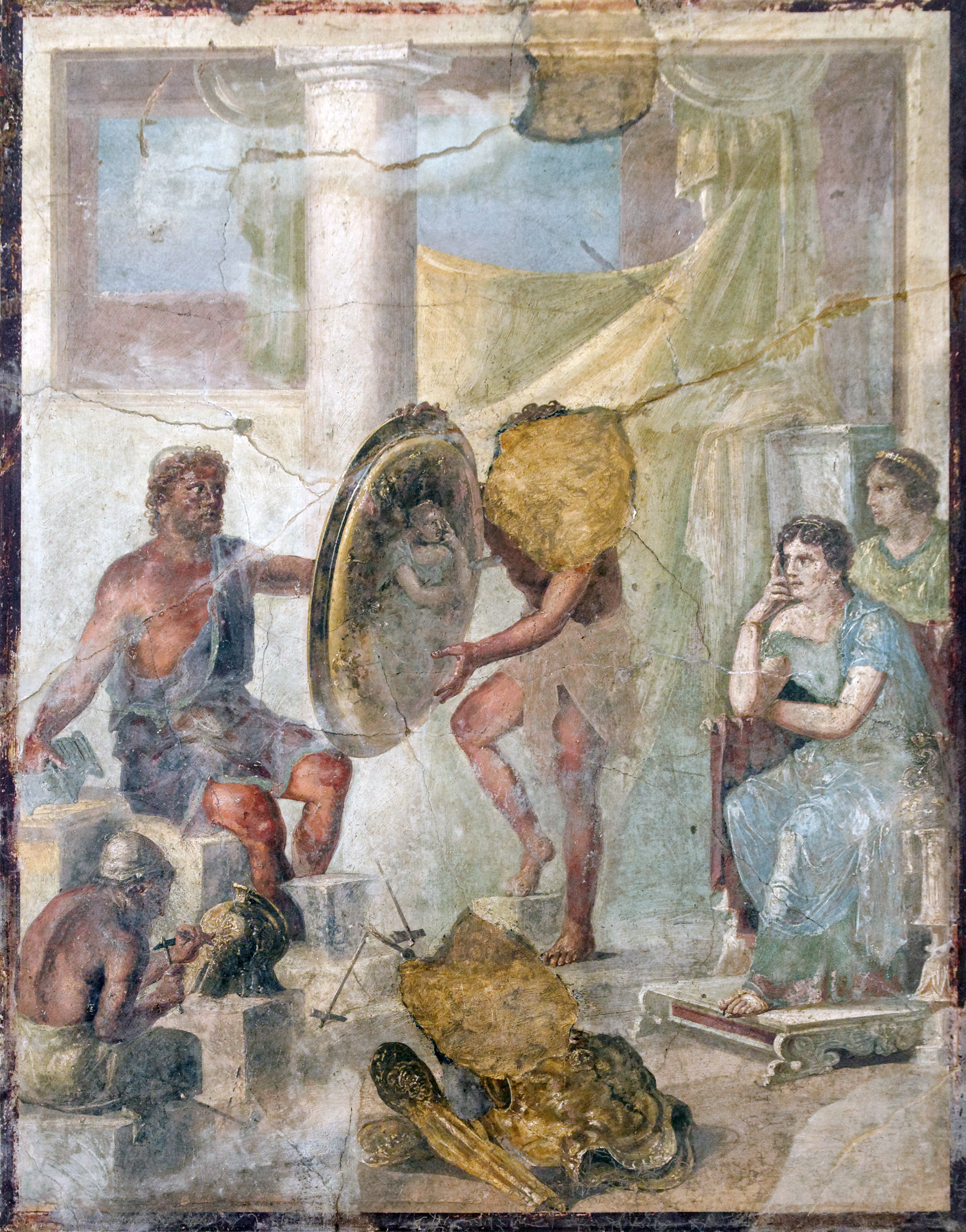
Le bouclier d'Achille dépeint par Homère, un exemple classique d'ekphrasis, comme l'est la description de l'œuvre de Frà Pandolf par Robert Browning.

On peut rapprocher cette analyse de celle de Michael G. Miller, qui considère les deux remarques prononcées, « peut-être », par Frà Pandolf, comme un tour de passe-passe verbal (verbal leggerdemain), une double tromperie du duc, pour laisser entendre une audace déplacée de la part du peintre, en réponse à l'attitude peut-être provocante de la duchesse.
Il a été suggéré d'autre part que l'étrangeté que constitue la forme archaïque to make your will quite clear to such an one (« pour signifier clairement votre volonté à une personne de cette sorte [...] »), au lieu de to such a one impliquait, dans sa gaucherie inattendue, une sorte de lapsus du duc, pour dire to such a none, « à cette personne, qui n'existe pas », cherchant à nier par ce biais la réalité de la duchesse.
Enfin, par la description qui y est faite de la statue de Neptune, et surtout du portrait sur le mur, My Last Duchess est considéré comme un exemple moderne d'ekphrasis, lointain héritier de la description du bouclier d'Achille, dans l’Iliade d'Homère. L'intérêt de Robert Browning pour les peintres se retrouve d'ailleurs dans son Fra Lippo Lippi et son Andrea del Sarto, écrits une dizaine d'années plus tard, vers 1853.

## Adaptation moderne
Le poète américain du XXe siècle Richard Howard a écrit une suite au poème intitulée Nikolaus Mardruz [sic] to his Master Ferdinand, Count of Tyrol, 1565 (Nikolaus Mardruz [sic] à son maître Ferdinand, comte de Tyrol, 1565), sous la forme d'une lettre de l'auditeur muet du poème, qui détaille sa réaction au monologue du duc.